# Smittoidea exilis
Smittoidea exilis är en mossdjursart som beskrevs av Hayward 1994. Smittoidea exilis ingår i släktet Smittoidea och familjen Smittinidae. Inga underarter finns listade i Catalogue of Life.